# Communauté de communes Mirebellois et Fontenois
Die Communauté de communes Mirebellois et Fontenois ist ein französischer Gemeindeverband mit der Rechtsform einer Communauté de communes im Côte-d’Or in der Region Bourgogne-Franche-Comté. Sie wurde am 21. Dezember 2016 gegründet und umfasst 32 Gemeinden. Der Verwaltungssitz befindet sich im Ort Mirebeau-sur-Bèze.

## Historische Entwicklung
Der Gemeindeverband entstand mit Wirkung vom 1. Januar 2017 durch die Fusion der Vorgängerorganisationen
- Communauté de communes du Mirebellois und
- Communauté de communes du Val de Vingeanne.[3]

## Mitgliedsgemeinden
| Gemeinde                                        | Einwohner 1. Januar 2022 | Fläche km² | Dichte Einw./km² | Code INSEE | Postleitzahl |
| ----------------------------------------------- | ------------------------ | ---------- | ---------------- | ---------- | ------------ |
| Arceau                                          | 990                      | 21,60      | 46               | 21016      | 21310        |
| Beaumont-sur-Vingeanne                          | 198                      | 11,72      | 17               | 21053      | 21310        |
| Beire-le-Châtel                                 | 907                      | 19,25      | 47               | 21056      | 21310        |
| Belleneuve                                      | 1.575                    | 14,47      | 109              | 21060      | 21310        |
| Bèze                                            | 730                      | 23,40      | 31               | 21071      | 21310        |
| Bézouotte                                       | 202                      | 1,10       | 184              | 21072      | 21310        |
| Blagny-sur-Vingeanne                            | 125                      | 7,56       | 17               | 21079      | 21310        |
| Bourberain                                      | 388                      | 30,71      | 13               | 21094      | 21610        |
| Champagne-sur-Vingeanne                         | 313                      | 13,25      | 24               | 21135      | 21310        |
| Charmes                                         | 119                      | 6,53       | 18               | 21146      | 21310        |
| Chaume-et-Courchamp                             | 183                      | 8,10       | 23               | 21158      | 21610        |
| Cheuge                                          | 119                      | 8,88       | 13               | 21167      | 21310        |
| Cuiserey                                        | 174                      | 6,33       | 27               | 21215      | 21310        |
| Dampierre-et-Flée                               | 136                      | 9,45       | 14               | 21225      | 21310        |
| Fontaine-Française                              | 888                      | 30,66      | 29               | 21277      | 21610        |
| Fontenelle                                      | 169                      | 10,14      | 17               | 21281      | 21610        |
| Jancigny                                        | 153                      | 6,95       | 22               | 21323      | 21310        |
| Licey-sur-Vingeanne                             | 100                      | 3,39       | 29               | 21348      | 21610        |
| Magny-Saint-Médard                              | 339                      | 10,87      | 31               | 21369      | 21310        |
| Mirebeau-sur-Bèze                               | 1.937                    | 22,19      | 87               | 21416      | 21310        |
| Montigny-Mornay-Villeneuve-sur-Vingeanne        | 384                      | 30,83      | 12               | 21433      | 21610        |
| Noiron-sur-Bèze                                 | 228                      | 11,80      | 19               | 21459      | 21310        |
| Oisilly                                         | 125                      | 5,97       | 21               | 21467      | 21310        |
| Orain                                           | 89                       | 13,67      | 7                | 21468      | 21610        |
| Pouilly-sur-Vingeanne                           | 136                      | 10,56      | 13               | 21503      | 21610        |
| Renève                                          | 482                      | 14,40      | 33               | 21522      | 21310        |
| Saint-Maurice-sur-Vingeanne                     | 198                      | 17,38      | 11               | 21562      | 21610        |
| Saint-Seine-sur-Vingeanne                       | 376                      | 18,69      | 20               | 21574      | 21610        |
| Savolles                                        | 146                      | 3,12       | 47               | 21595      | 21310        |
| Tanay                                           | 221                      | 12,65      | 17               | 21619      | 21310        |
| Trochères                                       | 167                      | 5,10       | 33               | 21644      | 21310        |
| Viévigne                                        | 252                      | 13,43      | 19               | 21682      | 21310        |
| Communauté de communes Mirebellois et Fontenois | 12.549                   | 424,15     | 30               | –          | –            |